# شوهي دوي
شوهي دوي (باليابانية: 土井将平؛ بالكانا: ドイ ショウヘイ) هو لاعب كرة قدم ياباني في مركز الهجوم، ولد في 26 أبريل 1988 في شيمانه في اليابان. لعب مع Hiroshima F DO ‏.